# 青空公園 (千歳市)
青空公園（あおぞらこうえん）は、北海道千歳市にある公園。

## 歴史
- 1986年（昭和61年）：アスファルトリンク竣工[3]。
- 1988年（昭和63年）：中央広場開園[4]。
- 1989年（平成元年）：ふれあいセンター落成[5]。
- 1993年（平成05年）：千歳市開基記念総合武道館落成[6]。
- 1996年（平成08年）：青空公園サッカー場開場。

## 施設
千歳市開基記念総合武道館
- 第6回『北海道赤レンガ建築賞』受賞[7][8]
- 収容人員2,900人（固定席500席）[9]
- アリーナ（剣道6面（公式）、柔道4面（公式）、バレーボール3面、ミニバレーボール8面、バドミントン10面、観覧席）[9]
- 剣道場2面、柔道場2面、弓道場（弓道近的28 m²×6人立）、相撲場（屋外）[9]
- トレーニング室、会議室、観覧席（固定席約500席）[9]

ふれあいセンター
- 砂入り人工芝アリーナ（ゲートボール2面、テニス1面）[10]
- 休憩室、事務室[10]

青空公園ゲートボール場（屋外）
- 開設期間：4月から10月[11]
- 4面

青空公園サッカー場
- 開設期間：4月から10月[11]
- クレー2面[12]

青空公園スケート場
- 1周400 m（2コース）、夜間照明灯、管理棟[13]
- 夏期はローラースケート場[14]

## 参考資料
- “千歳市開基記念総合武道館条例”. 千歳市例規類集.   北海道千歳市. 2015年12月14日閲覧。
- “千歳市開基記念総合武道館条例施行規則”. 千歳市例規類集.   北海道千歳市. 2015年12月14日閲覧。
- “千歳市体育施設設置条例”. 千歳市例規類集.   北海道千歳市. 2015年12月13日閲覧。
- “千歳市体育施設設置条例施行規則”. 千歳市例規類集.   北海道千歳市. 2015年12月13日閲覧。
- “要覧ちとせ 平成28年版” (PDF).   北海道千歳市 (2016年). 2017年10月29日閲覧。
- “千歳市の教育” (PDF).   千歳市教育委員会 (2015年). 2015年12月14日閲覧。